# Liste der Straßen und Plätze in Übigau

Lage der Gemarkung Übigau in Dresden

Die Liste der Straßen und Plätze in Übigau beschreibt das Straßensystem im Dresdner Stadtteil Übigau mit den entsprechenden historischen Bezügen. Aufgeführt sind Straßen, die im Gebiet der Gemarkung Übigau liegen. Kulturdenkmale in der Gemarkung Übigau sind in der Liste der Kulturdenkmale in Übigau aufgeführt.
Übigau gehört zum statistischen Stadtteil Mickten der sächsischen Landeshauptstadt Dresden. Wichtigste Straße in der Übigauer Flur ist die Washingtonstraße (Staatsstraße 73). Insgesamt gibt es in Übigau 15 benannte Straßen, die in der folgenden Liste aufgeführt sind.

## Legende
Die nachfolgende Tabelle gibt eine Übersicht über die vorhandenen Straßen und Plätze im Ortsteil sowie einige dazugehörige Informationen. Im Einzelnen sind dies:
- Name/Lage: Aktuelle Bezeichnung der Straße oder des Platzes sowie unter ‚Lage‘ ein Koordinatenlink, über den die Straße oder der Platz auf verschiedenen Kartendiensten angezeigt werden kann. Die Geoposition gibt dabei ungefähr die Mitte der Straße an.
- Länge/Maße in Metern: Die in der Übersicht enthaltenen Längenangaben sind nach mathematischen Regeln auf- oder abgerundete Übersichtswerte, die in Google Earth mit dem dortigen Maßstab ermittelt wurden. Sie dienen eher Vergleichszwecken und werden, sofern amtliche Werte bekannt sind, ausgetauscht und gesondert gekennzeichnet. Bei Plätzen sind die Maße in der Form a × b dargestellt. Der Zusatz ‚im Stadtteil‘ bzw. ‚im Ortsteil‘ gibt an, wie lang die Straße innerhalb des Stadt-/Ortsteils ist, sofern sie durch mehrere Stadt-/Ortsteile verläuft.
- Namensherkunft: Ursprung oder Bezug des Namens.
- Jahr der Benennung: Zeitpunkt, zu dem die Straße ihren heute gültigen Namen erhielt (sofern bekannt).
- Anmerkungen: Weitere Informationen bezüglich anliegender Institutionen, der Geschichte der Straße, historischer Bezeichnungen, Baudenkmalen usw.
- Bild: Foto der Straße.

## Straßenverzeichnis
| Name/Lage                  | Länge/Maße | Namensherkunft                                                                                     | Jahr der Benennung | Anmerkungen | Bild                                           |
| -------------------------- | ---------- | -------------------------------------------------------------------------------------------------- | ------------------ | --- | ---------------------------------------------- |
| Altübigau Lage             |            | Alter Dorfkern von Übigau                                                                          | 1904               | Übigau entstand als Gassendorf. | Altübigau (rechts)                             |
| Carrierastraße Lage        |            | Rosalba Carriera (1675–1757), Malerin                                                              |                    | |                                                |
| Flügelwegbrücke Lage       |            | Flügelweg, Straße in der Friedrichstadt                                                            | 1994               | Die 285 Meter lange Brücke wurde 1929/30 errichtet und von 2001 bis 2004 durch einen Neubau ersetzt. Anfangs hieß sie offiziell Kaditzer Brücke und nur umgangssprachlich Flügelwegbrücke. Ab 1984 hieß sie Rudolf-Renner-Brücke, seit 1994 dann offiziell Flügelwegbrücke, wobei der Flügelweg selbst nicht über die Brücke führt. | Flügelwegbrücke                                |
| Kaditzer Straße Lage       |            | Kaditz, nordwestlicher Nachbarstadtteil                                                            | 1900               | | Anfang der Kaditzer Straße an der Rethelstraße |
| Klingerstraße Lage         |            | Max Klinger (1857–1920), Maler, Grafiker und Bildhauer                                             |                    | | Klingerstraße                                  |
| Mengsstraße Lage           |            | Anton Raphael Mengs (1728–1779), Hofmaler in Dresden und Kunstsammler                              | 1904               | |                                                |
| Rauchstraße Lage           |            | Christian Daniel Rauch (1777–1857), Bildhauer                                                      | 1904               | |                                                |
| Rethelstraße Lage          |            | Alfred Rethel (1816–1859), Maler und Grafiker                                                      | 1904               | | Rethelstraße                                   |
| Scharfenberger Straße Lage |            | Schloss Scharfenberg, mittelalterliche Burganlage in Scharfenberg, Ortschaft von Klipphausen       | 1904               | Die Scharfenberger Straße ist Teil des historischen Bischofswegs und bildet in weiten Teilen die nördliche Flurgrenze Übigaus zu Mickten. | Scharfenberger Straße                          |
| Schwindstraße Lage         |            | Moritz von Schwind (1804–1871), Maler und Grafiker                                                 | 1904               | Die Schwindstraße besteht aus zwei kurzen Sackgassen, die von der Mengsstraße abgehen. |                                                |
| Tauberthstraße Lage        |            | Otto Volkmar Tauberth (1816–1871), Ingenieur der Maschinenbauanstalt Übigau                        |                    | Tauberth arbeitete in Übigau beim Bau der ersten Elbdampfschiffe und der Saxonia mit, die als erste deutsche Lokomotive gilt. |                                                |
| Thäterstraße Lage          |            | Julius Thaeter (1804–1870), Zeichner und Kupferstecher, Zeichenlehrer an der Kunstakademie Dresden | 1904               | |                                                |
| Washingtonstraße Lage      |            | George Washington (1732–1799), erster Präsident der Vereinigten Staaten                            |                    | Die Straße verbindet die Anschlussstelle Dresden-Neustadt an der Bundesautobahn 4 mit der Flügelwegbrücke und hieß nach dem ersten Dresdner Flugplatz in Kaditz zunächst ab etwa 1920 Am Flugplatz. Im Zusammenhang mit dem Brückenbau wurde sie 1930 von Übigau über Mickten nach Kaditz verlängert.                               |                                                |
| Werftstraße Lage           |            | Schiffswerft Übigau                                                                                | 1901               | |                                                |
| Zinggstraße Lage           |            | Adrian Zingg (1734–1816), Schweizer Maler und Kupferstecher in Dresden                             | 1904               | |                                                |